# Gobernación del Mar Rojo
La Gobernación del Mar Rojo (en idioma árabe: البحر الأحمر "El Bahr El Ahmar") es una de las veintisiete gobernaciones en las que la República Árabe de Egipto se divide políticamente. Se encuentra situada entre el río Nilo y el mar Rojo, sobre el que también tiene costas. Comparte fronteras internacionales con la República de Sudán. Su capital es la ciudad de Hurgada.
Por decreto presidencial 102/1990 del 8 de marzo de 1990 la gobernación cedió territorios al oriente del río Nilo a la gobernación de Asuán.

## Distritos
- Al-Ghurdaqah
- Al-Quṣayr
- Ash-Shalātīn
- Marsā 'Alam
- Ras Ghārib
- Safājā

## Territorio y población
Su territorio se expande sobre una superficie que alcanza los 203.685 km², un poco menor a la de Bielorrusia en términos comparativos. Sin embargo, está muy poco poblada, ya que la población de la gobernación del Mar Rojo es de apenas 288.233 habitantes (censo del año 2006). La densidad poblacional es de 1.5 habitantes por kilómetro cuadrado.

## Economía
La costa se caracteriza por ser un destino turístico. Desde el comienzo de la década de los años 1980 Hurgada es un destino popular para practicar natación y buceo. Hurgada tienen centros turísticos desarrollados en las ciudades del sur de Al-Marsa Alam Safaga y Qusair. A estos lugares se accede a través de los aeropuertos internacionales en Hurgada y Marsa Alam. Además posee innumerables hoteles y establecimientos turísticos en los centros que se encuentran en Al-Ahmar Bah. 
El parque nacional Wadi-al-Gamal (Valle de los camellos), se encuentra cerca de la ciudad de Marsa Alam Gebel Elba, y el Parque Nacional-Hala'ib en el Triángulo Hala'ib cerca de la ciudad. Además de la gran industria del turismo, se practica la pesca costera. La zona es rica en minerales, tales como los fosfatos. En la región de Ras Gabhir se extrae el 70% de la producción de petróleo de Egipto.